# Albrecht VI (książę Meklemburgii)
Albrecht VI (ur. w 1438 r., zm. 16 lutego 1483 r.) – książę meklemburski od 1477 r.

## Życiorys
Albrecht VI był drugim (a najstarszym z tych, którzy przeżyli ojca) synem księcia meklemburskiego Henryka IV Grubego oraz Doroty, córki margrabiego Brandenburgii Fryderyka I Hohenzollerna. Po śmierci ojca w 1477 r. objął rządy wraz z młodszym bratem Magnusem II (formalnie księciem był też ich młodszy brat Baltazar). Bracia podzielili między siebie księstwo, ale już w 1483 r. Albrecht zmarł i Magnus na powrót je zjednoczył.